# (2098) Zyskine
(2098) Zyskine, désignation internationale (2098) Zyskin, est un astéroïde de la ceinture principale.

## Description
(2098) Zyskine est un astéroïde de la ceinture principale. Il fut découvert le 18 août 1972 à Naoutchnyï par Lioudmila Jouravliova. Il présente une orbite caractérisée par un demi-grand axe de 2,42 UA, une excentricité de 0,13 et une inclinaison de 6,5° par rapport à l'écliptique.

## Nom
L'astéroïde a été nommé en l'honneur de Lev Yur'evich Zyskin, professeur à l'Institut médical de Crimée, chef du centre de chirurgie pulmonaire.

## Compléments